# The Purge (série de televisão)
The Purge é uma série de televisão americana de terror, baseada na franquia homônima criada por James DeMonaco. A série foi anunciada pela primeira vez em abril de 2017, e tem no elenco Gabriel Chavarria, Hannah Anderson, Jessica Garza, Lili Simmons, Amanda Warren, Colin Woodell e Lee Tergesen. Teve sua estreia em 4 de setembro de 2018 com ordem de dez episódios. Em novembro de 2018, o USA Network renovou a série para uma segunda temporada.

## Enredo
A história gira em torno de um período de 12 horas, quando todos os crimes, incluindo vandalismo, homicídio, incêndio e roubo se tornam legais, autorizados pelo governo dos Estados Unidos, sob o o comando de um partido político totalitário chamado NFFA (New Founding Fathers of America), em um futuro distópico. A série segue os acontecimentos na vida de vários personagens, aparentemente não relacionados, que vivem em uma pequena cidade. Como o passar das horas, cada personagem é forçado a contar com o seu passado e descobrirem o quão longe irão para sobreviver a noite.

## Elenco e personagens

### Principal
- Miguel Guerrero (Gabriel Chavarria) é um fuzileiro naval norte-americano, que retorna para casa na noite do "Expurgo", depois de receber uma mensagem enigmática de sua irmã, Penélope.[4]
- Jenna Betancourt (Hannah Anderson) é uma proponente contra o "Expurgo" e dedicada às causas sociais, que está acostumada a ficar trancada em casa durante a noite do feriado. A sua escolha de se aventurar pela primeira vez, leva a um encontro com a violência que lhe obriga a lidar com verdades profundas sobre si mesma e o seu casamento.
- Penélope Guerrero (Jessica Garza) é membro de um culto que se compromete a ser sacrificado durante o "Expurgo", mas encontra a sua fé é testada quando é exposta à realidade.
- Lila Stanton (Lili Simmons) é uma mulher jovem, rica e rebelde que se recusa a participar da alta sociedade favorável ao "Expurgo". Sua confiança e charme mascaram uma vulnerabilidade que será exposta quando ela tenta lidar com negócios inacabados antes que o sol nasça.[5]
- Jane Barbour (Amanda Warren) é uma profissional de finanças dedicada e trabalhadora que está convencida de que atingiu um insuperável teto de vidro em sua empresa, então ela contrata uma assassina de aluguel.[6]
- Rick Betancourt (Colin Woodell) é um empresário que finalmente começa a subir na escada social, mas o recebimento de favores da elite favorável ao feriado apresenta desafios inesperados para o seu casamento, já que ele e sua esposa devem concordar sobre que preço moral pagarão para alcançar o "sonho Americano".
- Joe (Lee Tergesen) é um homem fortemente armado, mascarado e aparentemente comum que dirige pela cidade, intervindo com atos de violência durante a noite enquanto ouve palestras motivacionais gravadas por um life coach.

### Recorrente
- David Ryker (William Baldwin) é o sócio-gerente da empresa de investimentos que Jane trabalha, e seu chefe. Confiante e poderoso, David lidera sua equipe com entusiasmo e inteligência. Ele parece ser um grande defensor de Jane, mas na verdade pode estar atrapalhando a sua carreira. David também esconde um segredo na noite do "Expurgo".[7]
- Albert Stanton (Reed Diamond) é um dos membros do NFFA.[8]
- Boa Líder Tavis (Fiona Dourif) é uma cultista que leva seus seguidores para o perigo do "Expurgo".[9]
- Alison (Jessica Miesel) é uma das colegas de trabalho de Jane.
- Catalina (Paulina Gálvez) é uma empregada da família Stanton e torna-se uma aliada para Jenna.
- Pete the Cop (Dominic Fumusa) é um ex-militar e ex-policial de olhos afiados, com um passado misterioso e um senso de humor seco. Ele é extremamente ligado a comunidade, respeitado por ela e tem o dedo na vida da cidade.[10]

## Episódios
| No. | Título                  | Dirigido por       | Escrito por                                                                                 | Exibição               | Audiência (milhões) |
| --- | ----------------------- | ------------------ | ------------------------------------------------------------------------------------------- | ---------------------- | ------------------- |
| 1   | "What Is America?"      | Anthony Hemingway  | James DeMonaco                                                                              | 4 de setembro de 2018  | 1.39                |
| 2   | "Take What's Yours"     | Anthony Hemingway  | Thomas Kelly                                                                                | 11 de setembro de 2018 | 1.27                |
| 3   | "The Urge to Purge"     | David Von Ancken   | Mick Betancourt                                                                             | 18 de setembro de 2018 | 1.13                |
| 4   | "Release the Beast"     | Clark Johnson      | Krystal Houghton Ziv                                                                        | 25 de setembro de 2018 | 1.13                |
| 5   | "Rise Up"               | Julius Ramsay      | Jamie Chan                                                                                  | 2 de outubro de 2018   | 0.93                |
| 6   | "The Forgotten"         | Nina Lopez-Corrado | Jeremy Robbins                                                                              | 9 de outubro de 2018   | 1.01                |
| 7   | "Lovely Dark and Deep"  | Tara Nicole Weyr   | Roteiro de: James DeMonaco Adaptação televisiva por: Mick Betancourt & Krystal Houghton Ziv | 16 de outubro de 2018  | 1.03                |
| 8   | "Giving Time Is Here"   | Michael Nankin     | Thomas Kelly                                                                                | 23 de outubro de 2018  | 0.93                |
| 9   | "They Will Participate" | Ernest Dickerson   | Nick Snyder                                                                                 | 30 de outubro de 2018  | 0.92                |
| 10  | "A Nation Reborn"       | Ernest Dickerson   | Roteiro de: James DeMonaco Adaptação televisiva por: Nick Snyder & Jeremy Robbins           | 6 de novembro de 2018  | 0.99                |

## Produção
Uma série de televisão sobre a criação do feriado foi sugerida por DeMonaco. A série possivelmente trataria como os membros do NFFA foram eleitos para a presidência depois de derrubar o governo dos EUA durante um colapso econômico e agitação social e a forma como eles ratificaram a 28ª de Emenda da Constituição dos EUA, bem como a elaboração do feriado do "Expurgo". Em maio de 2017, foi revelado que o canal USA Network iria lançar a série no ano de 2018.
Em 26 de fevereiro de 2018, foi anunciado que Gabriel Chavarria e Jessica Garza foram escalados como protagonistas da série. Chavarria iria interpretar Miguel, um fuzileiro naval norte-americano, que retorna para casa na noite do "Expurgo", depois de receber uma mensagem enigmática de sua irmã Penélope, interpretada por Garza, que pertencente a um culto de adoração do "Expurgo" e prometeu se tornar um sacrifício à vontade de sua líder carismática, forçando Miguel a enfrentar sozinho uma violência sem sentido pelas ruas, a fim de proteger aquela que ele mais ama, sua família.
As filmagens para a primeira temporada começaram em maio de 2018. A série estreou em 4 de setembro de 2018. Em 6 de novembro de 2018 a série foi renovada para uma segunda temporada.

## Recepção

### Resposta crítica
No Rotten Tomatoes, a série tem um índice de aprovação de 47%, com base em 30 avaliações, com uma classificação média de 5.62/10. O site diz que, "Inchado e chato, The Purge mata sua própria premissa divertida e prova que nem todas as histórias funcionam melhor na telinha." Metacritic, que usa uma média ponderada, atribuiu uma pontuação de 46 de 100 com base em 12 críticos, indicando "revisões mistas ou médias".